# لیام گرین
لیام گرین (انگلیسی: Liam Green؛ زادهٔ ۲۷ اوت ۱۹۸۵) بازیکن فوتبال اهل بریتانیا است.
از باشگاه‌هایی که در آن بازی کرده‌است می‌توان به باشگاه فوتبال دونکستر راورز، باشگاه فوتبال ایلکستون، و باشگاه فوتبال بوستون یونایتد اشاره کرد.